# Ingram (Name)
Ingram ist ein alter deutscher männlicher Vorname sowie ein Familienname. Ursprünglich bezeichnet er eine germanische Gottheit.

## Namensträger

### Vorname
- Ingram (Franke) (8. Jh.), fränkischer Graf, Schwiegervater Ludwigs des Frommen
- Ingram de Umfraville († um 1325), schottischer Ritter und Regent
- Ingram Bywater (1840–1914), britischer Altphilologe
- Ingram Frizer († 1627), britischer Mörder des Dramatikers Christopher Marlowe
- Ingram Hartinger (* 1949), österreichischer Schriftsteller, Psychologe und Psychotherapeut
- Ingram M. Stainback (1883–1961), US-amerikanischer Politiker, Gouverneur von Hawaii
- Ivo Ingram Beikircher (1937–2022), Südtiroler Opern- und Konzertsänger

### Familienname
- Adam Ingram (* 1951), schottischer Politiker
- Adam Paterson Ingram (* 1947), britischer Politiker
- Andre Ingram (* 1985), US-amerikanischer Basketballspieler
- Arthur Winnington-Ingram (1858–1946), britischer Geistlicher, Bischof von Stepney und Bischof von London
- Brandon Ingram (* 1997), US-amerikanischer Basketballspieler
- Charles Ingram (* 1963), ehemaliger britischer Major und Betrüger
- Charles Ingram (Stuntman), US-amerikanischer Stuntman und Schauspieler
- Charles William Winnington-Ingram (1850–1923), britischer Marineoffizier
- Christone Ingram (* 1999), US-amerikanischer Blues-Gitarrist und Sänger
- Collingwood Ingram (1880–1981), britischer Pflanzensammler, -züchter und Gartenschriftsteller
- David Ingram (Musiker) (1948–2005), US-amerikanischer Keyboarder, Songwriter und Arrangeur
- David Ingram (Schauspieler), Schauspieler
- David B. Ingram (* 1952), US-amerikanischer Philosoph
- Dustin Ingram (* 1990), US-amerikanischer Schauspieler
- Ed Ingram (* 1999), US-amerikanischer American-Football-Spieler
- Ethan Ingram (* 2003), englischer Fußballspieler
- Garey Ingram (* 1970), US-amerikanischer Baseballspieler
- Germaine Ingram (* 1947), afroamerikanische Juristin, Tänzerin, Performancekünstlerin und Choreographin
- Glen Joseph Ingram (* 1951), australischer Zoologe
- Herbert Frederick Winnington-Ingram (1820–1889), britischer Marineoffizier
- Hermann Ingram (1903–1995), österreichisches Mitglied der NSDAP und des Einsatzstabs Reichsleiter Rosenberg
- Isabella Anne Ingram (1759–1834), britische Adlige, siehe Isabella Seymour-Conway
- Jack Ingram (Schauspieler) (1902–1969), US-amerikanischer Schauspieler
- Jack Ingram (Rennfahrer) (1936–2021), US-amerikanischer Rennfahrer
- Jack Ingram (Countrysänger) (* 1970), US-amerikanischer Country-Musiker
- James Ingram (1952–2019), US-amerikanischer Soulmusiker
- Joan Ingram (1910–1981), englische Tischtennisspielerin
- John Ingram (Jesuit) (1565–1594), englischer Jesuit und Märtyrer
- John Ingram (Eishockeyspieler) (1894–1957), kanadischer Eishockeyspieler
- John Ingram (Rennfahrer) (* 1975), britischer Motorradrennfahrer
- John Henry Ingram (1842–1916), britischer Biograf Edgar Allan Poes
- John Kells Ingram (1823–1907), irischer Poet und Gelehrter
- John W. Ingram, US-amerikanischer Eisenbahnmanager
- Jonas H. Ingram (1886–1952), US-Admiral
- Kerry Ingram (* 1999), britische Schauspielerin
- Luther Ingram (1937–2007), US-amerikanischer Soulsänger und Songschreiber
- Malcolm Ingram (* 1968), kanadischer Filmregisseur
- Marione Ingram (* 1935), deutsch-amerikanische Bürgerrechtsaktivistin, Holocaust-Überlebende und Autorin
- Mark Ingram Sr. (* 1965), US-amerikanischer Football-Spieler
- Mark Ingram Jr. (* 1989), US-amerikanischer Football-Spieler
- Melvin Ingram (* 1989), US-amerikanischer American-Football-Spieler
- Moses Ingram, US-amerikanische Schauspielerin und Drehbuchautorin
- Paul Ingram, US-Amerikaner, Hauptbeschuldigter in einem Prozess um satanischen rituellen Missbrauch
- Porter Ingram (1810–1893), US-amerikanischer Jurist und konföderierter Politiker
- Reginald Pepys Winnington-Ingram (1904–1993), britischer Klassischer Philologe
- René Ingram (* 1999), US-amerikanischer Handballtorwart, Nationalspieler
- Rex Ingram (1892–1950), US-amerikanischer Filmregisseur
- Rex Ingram (Schauspieler) (1895–1969), US-amerikanischer Schauspieler
- Ritz Ingram (* 1950), US-amerikanischer Basketballtrainer
- Sheila Ingram (1957–2020), US-amerikanische Leichtathletin
- Stephanie Ingram, kanadische Friseurin und Oscarpreisträgerin
- Sue Ingram, australische Regierungsbeamtin, Politikwissenschaftlerin und Hochschullehrerin
- Vernon Ingram (1924–2006), deutsch-amerikanischer Biologe
- Wally Ingram, US-amerikanischer Schlagzeuger und Perkussionist
- William Ingram (Politiker) (1847–1924), englischer Jurist und Politiker
- William Ingram (Autor) (1930–2013), englischer Autor und Schauspieler
- William Ayerst Ingram (1855–1913), schottischer Landschafts- und Marinemaler